# 福島伸一郎
福島 伸一郎（ふくしま しんいちろう、1965年 - ）は、日本の元アメリカンフットボール選手。京都大学ギャングスターズの黄金期（1980年代後半）を支えた一人で、ポジションはWR（ワイドレシーバー）。1992年から2019年まで経済産業省に勤務。関東経済産業局資源エネルギー環境部長を最後に2019年に同省を退職し、同年から五洋建設顧問。2020年から現在まで五洋建設に執行役員として勤務。

## 略歴
神奈川県綾瀬市出身。1965年横浜市生まれ。1981年綾瀬市立綾瀬中学校、1984年神奈川県立厚木高等学校を卒業（高校36回）。1989年京都大学工学部を卒業後、同大学大学院工学研究科を修了し、1992年通産省（現経済産業省）に入省。関東経済産業局資源エネルギー環境部長を経て、2019年経済産業省大臣官房付、退官、五洋建設顧問。2020年五洋建設執行役員。

### 大学時代
1985年に京都大学入学後、2年次から運動能力とスピードに優れた関西屈指の名レシーバーとして活躍し、怪物QBと称された1学年先輩の東海辰弥とのホットラインで、1986年と1987年、甲子園ボウルで日大フェニックスに2年連続勝利して優勝。この両年、ライスボウルでも京大が社会人代表のレナウンローバーズに勝利しており、2年連続日本一という初の快挙を達成した。

## 関連書籍
- 『関学・京大・立命 アメフト三国志』（産経新聞大阪運動部、2006年）ISBN 978-4902970821